# Нареченски-Бани
Нареченски-Бани (болг. Нареченски бани) — село в Болгарии. Находится в Пловдивской области, входит в общину Асеновград. Население составляет 844 человека.

## Политическая ситуация
В местном кметстве Нареченски-Бани, в состав которого входит Нареченски-Бани, должность кмета (старосты) исполняет Димитр Ангелов Бакалски (Союз демократических сил (СДС)) по результатам выборов правления кметства.
Кмет (мэр) общины Асеновград — Христо Грудев Грудев (коалиция партий: Граждане за европейское развитие Болгарии (ГЕРБ), ВМРО — Болгарское национальное движение) по результатам выборов в правление общины.